# Batalla de Noordhorn
La batalla de Noordhorn, librada el 30 de septiembre de 1581 en la provincia de Frisia, fue una batalla campal de la Guerra de los Ochenta Años. En ella se enfrentaron el ejército español comandado por el coronel Francisco Verdugo —y compuesto por soldados valones, alemanes, españoles y albaneses— contra los rebeldes de los Estados Generales de los Países Bajos bajo mando del inglés John Norreys —en cuyas filas militaban soldados ingleses, escoceses, valones y holandeses. En marzo de 1580, el estatúder de Frisia, George van Lalaing, conde de Rennenberg, había dejado de ser leal a los rebeldes holandeses para pasarse al bando español entregándoles Groninga y Bourtange, circunstancia que abrió un nuevo frente en la retaguardia de la república holandesa y les obligó a enviar tropas al norte. Ese mismo año los neerlandeses comandados por John Norreys consiguieron acabar con el asedio español a la ciudad de Steenwijk. En julio de 1581, el conde de Rennenberg falleció y fue sustituido por el español Francisco Verdugo, cuya llegada a Frisia con refuerzos militares alteró totalmente la situación. Tras poner en marcha una estrategia de desgaste, el 30 de septiembre Verdugo obligó a Norreys a plantar batalla.

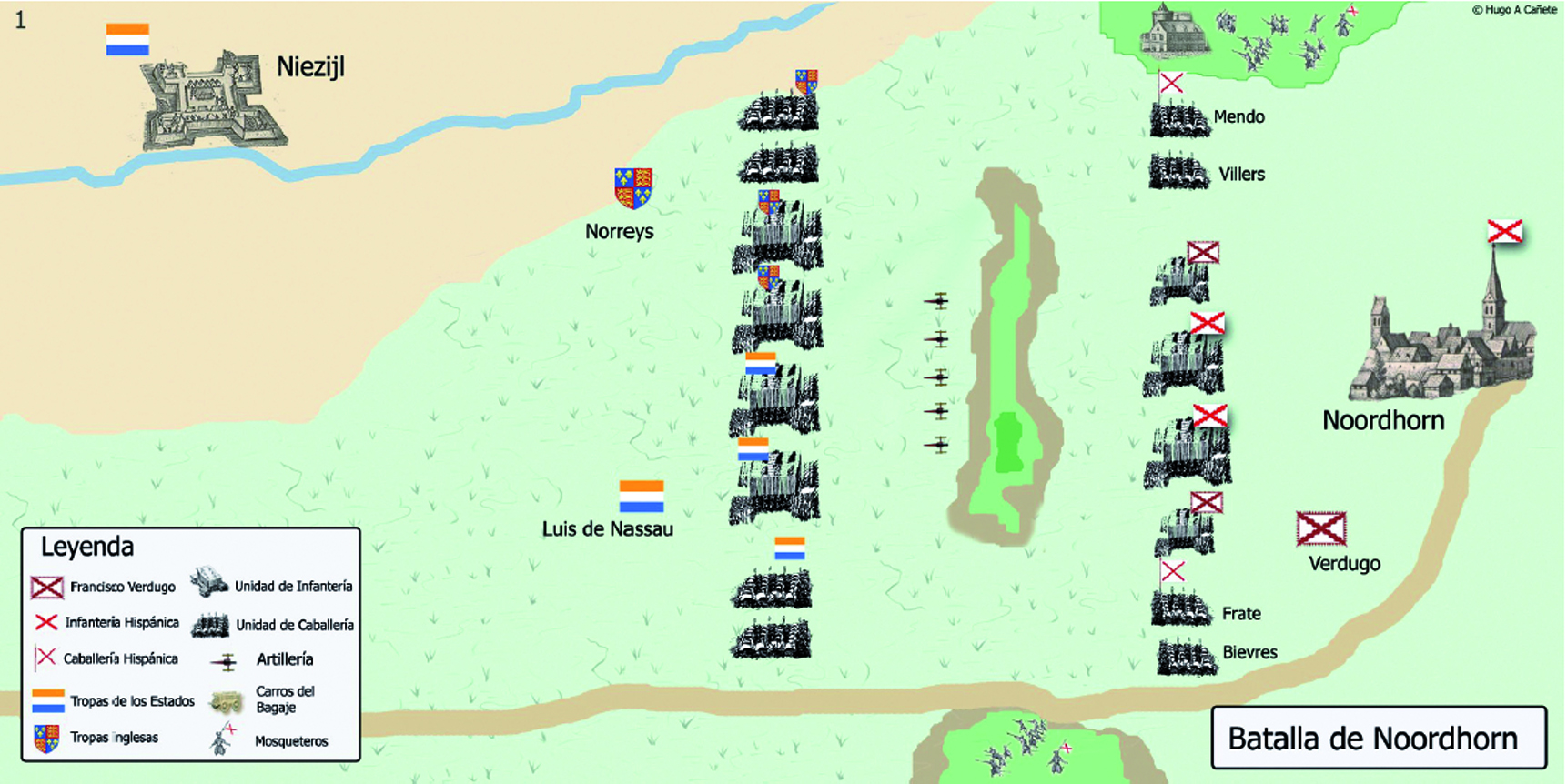
Disposición de los contendientes al comienzo de la batalla de Noordhorn.

El combate se desarrolló en un terreno accidentado y pantanoso más propicio para los tercios españoles. Aunque el primer asalto de Norreys al ala derecha de los españoles resultó exitoso, la caballería liderada por Verdugo puso en fuga a la caballería de Guillermo Luis, conde de Nassau-Dillenburg, y abrió brecha entre la infantería de los Estados Generales. Entonces el ala izquierda inglesa quedó aislada del resto del ejército de los rebeldes y acabó destruida. Durante la persecución de las fuerzas de los Estados Generales, Verdugo estuvo a punto de ser capturado. Tanto Norreys como el conde Guillermo Luis resultaron heridos, las bajas entre sus hombres fueron considerables y perdieron varias banderas y los cinco cañones de que disponían. Verdugo no pudo sacar provecho de su victoria porque al día siguiente se amotinaron sus soldados alemanes y además se produjo una gran inundación. Sin embargo, este enfrentamiento supuso un punto de inflexión en la situación en Frisia, pues los españoles realizaron importantes avances y el 17 de noviembre de 1582 incluso tomaron la ciudad de Steenwijk.